# Hexoxyde de dichlore
Pour les articles homonymes, voir oxyde de chlore.
L'hexoxyde de dichlore est un composé inorganique de formule brute Cl2O6. Il existe à température ambiante sous la forme d'un liquide rouge foncé.

## Apparence et structure
Le monoxyde de dichlore est un liquide rouge foncé à température ambiante. Sa température de fusion est de 3,5 °C et sa température d'ébullition est d'environ 200 °C.
La molécule d'hexoxyde de dichlore présente deux centres Cl non-équivalents. Cette espèce peut-être vue comme l'anhydride mixte de l'acide chlorique et de l'acide perchlorique. Lorsqu'il se trouve sous forme solide, il a tendance à se scinder en un ion perchlorate et en un ion ClO2+.

## Obtention
L'hexoxyde de dichlore peut être obtenu par action de l'ozone sur le monoxyde de dichlore.
Une autre méthode de préparation est la réaction entre l'acide perchlorique et le fluorure de chloryle :
ClO2F + HClO4 → Cl2O6 + HF

## Propriétés et utilisations
L'hexoxyde de dichlore est instable et explose au contact d'espèces organiques.
L'hexoxyde de dichlore s'hydrolyse pour former de l'acide perchlorique et de l'acide chlorique.